# Valeriana prionophylla
Valeriana prionophylla är en kaprifolväxtart som beskrevs av Standley. Valeriana prionophylla ingår i släktet vänderötter, och familjen kaprifolväxter. Inga underarter finns listade i Catalogue of Life.

## Bildgalleri

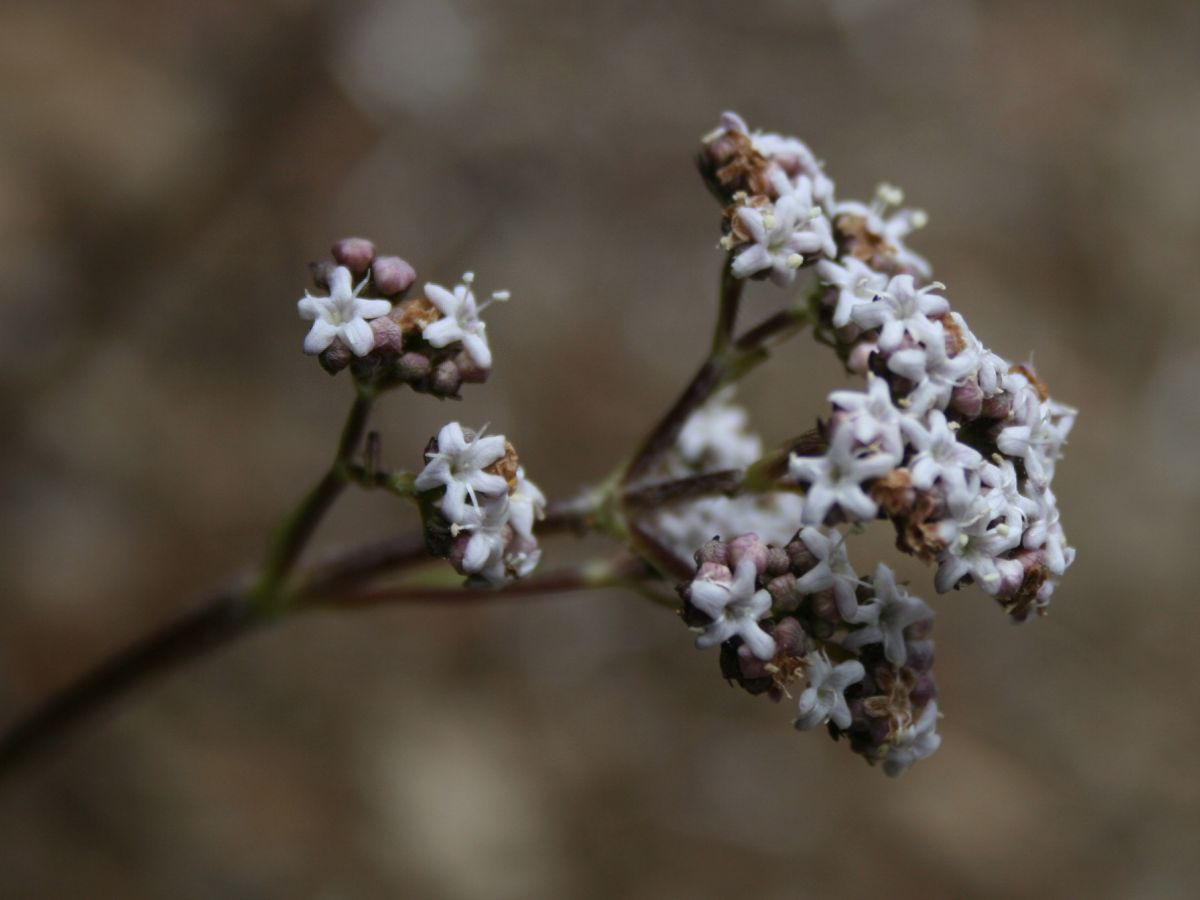